# Rio Jaguaribe (João Pessoa)

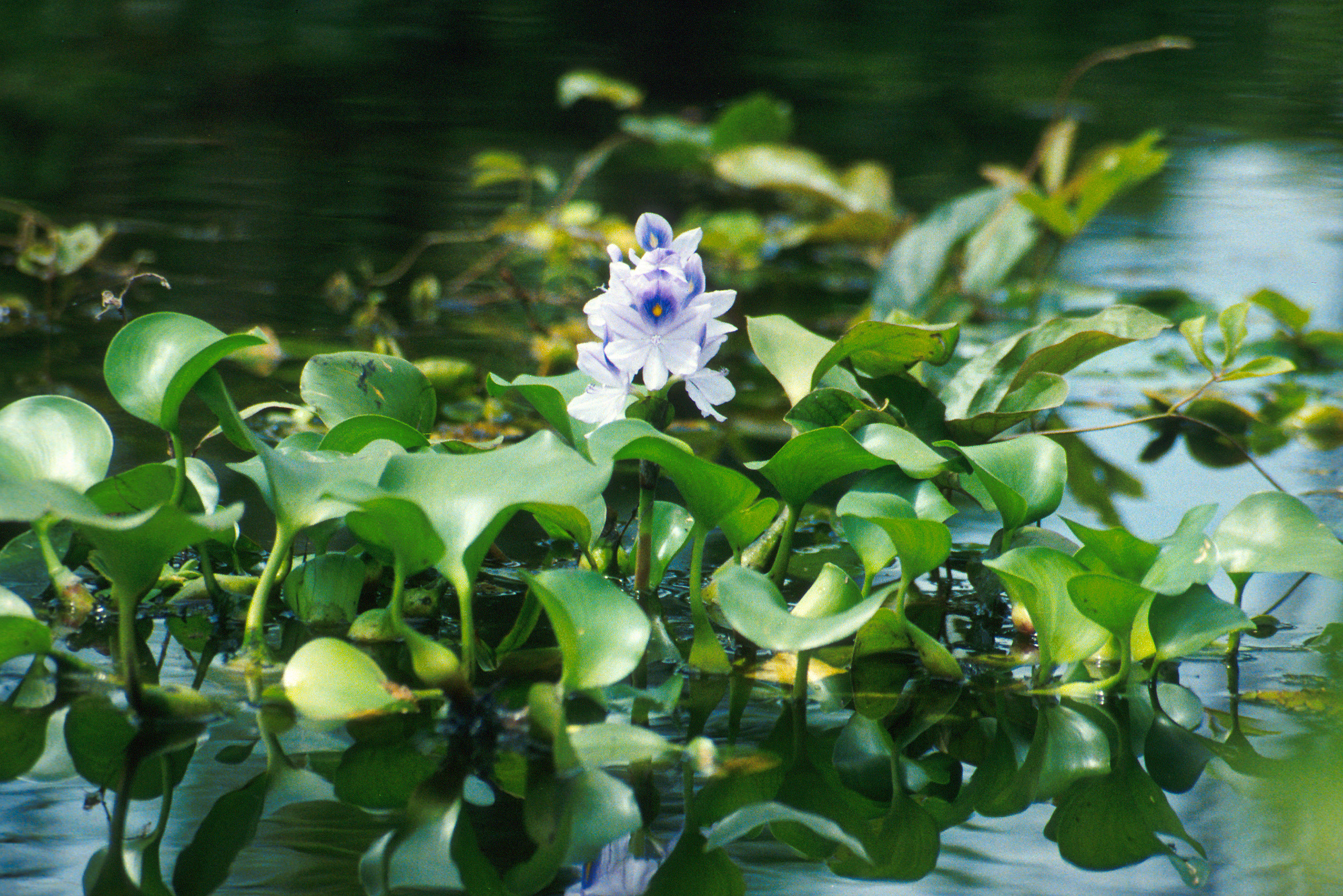
O jacinto-d'água é a planta aquática mais comum do rio

O rio Jaguaribe é um curso d'água brasileiro que banha João Pessoa, capital do estado da Paraíba.

## Etimologia
«Jaguaribe» vem do termo tupi îagûarype, que significa «no rio das onças» (îagûara, onça + y, rio + pe, em).

## Bacia hidrográfica
Apesar de João Pessoa ter nascido às margens do rio Sanhauá, o Jaguaribe acabou se tornando o mais importante rio da cidade por ser o mais extenso rio urbano da capital paraibana.
O Jaguaribe nasce na região do bairro de Esplanada e das Três Lagoas (cruzamento das BRs 101 e 230) e percorre os bairros de Cruz das Armas, Varjão, Jaguaribe, Castelo Branco, Manaíra, Tambaú, Bessa e Miramar até desaguar no rio Paraíba.
Em virtude de estar quase que totalmente dentro de perímetro urbano, o rio sofre muito com a descarga de poluentes e lixo, embora obras de revitalização de seu curso estejam em andamento. A carga de esgotos clandestinos, contudo, continua a ser jogada em seu leito tanto nos bairros populares como nos mais nobres.
Parte de seu curso adentra o Jardim Botânico de João Pessoa, uma área de proteção permanente de Mata Atlântica em pleno coração da cidade. Em 2 de junho de 2004, um decreto-lei da Casa Civil da Presidência da República Federativa do Brasil, criou a Floresta Nacional da Restinga de Cabedelo, no município de Cabedelo, Paraíba, que inclui a margem direita da foz do Jaguaribe.

## História
Anteriormente, o Jaguaribe desaguava na praia do Bessa. Contudo, obras de drenagem em 1931 mudaram seu leito a partir do Manaíra Shopping, transferindo seu caudal para o rio Mandacaru e deixando seu antigo leito estagnado, o qual é denominado atualmente «rio morto». Estudiosos afirmam que essa foi a primeira grande intervenção no rio.
A antiga desembocadura do Jaguaribe se transformou, após o referido desvio, em uma lagoa litorânea (localmente denominada «maceió») que está constantemente poluída por descargas de esgotos do espaço urbano do entorno.
Em março de 2012, a mídia fez novamente a denúncia (como o faz constantemente) de que a praia do Bessa estava imprópria para o banho no trecho de 100 metros à esquerda e à direita da foz desse maceió.
Originalmente, o Jaguaribe foi o segundo grande abastecedor da capital paraibana de água potável, daí porque se preservou o atual Jardim Botânico, que só resistiu a pressão imobiliária graças à força e ao empenho de ambientalistas locais pioneiros. A  Mata do Buraquinho é a maior floresta nativa tropical do planeta dentro de uma urbe.